# 黃俊濤
黃俊濤（英語：Wong Chun To，1985年—），香港公務員，現任運輸及物流局首席助理秘書長，歷任香港駐新加坡經濟貿易辦事處處長、香港駐三藩市經濟貿易辦事處副處長、民政事務助理專員並在其他決策局供職。

## 早年生活
於1985年出生，2004年入讀於香港大學 BSocSc(Govt&Laws)&LLB。

## 公務員生涯

### 初期生涯
於大學就讀期間獲香港政府聘用, 旋即加入香港政府為政務主任，2007年任職於運輸及房屋局，2009年調到離島民政事務處為民政事務助理專員，2011年於政制及內地事務局任職助理秘書長。

### 派駐三藩市
2013年被派往香港駐三藩市經濟貿易辦事處為副處長。

### 商務及經濟發展局
2017年返港後於商務及經濟發展局任職助理秘書長。

### 派駐新加坡
2019年被重新外派到香港駐新加坡經濟貿易辦事處任處長。

與新加坡電影協會合辦的 香港電影節——投影香港今日。

舉辦商務午餐會慶祝香港特別行政區成立二十五周年。

在越南舉辦大灣區商務研討會。

### 運輸及物流局
2022年調到運輸及物流局為首席助理秘書長,分管民航運輸及民航管理。